# Мода (Стамбул)
Мода (тур. Moda) — місцевість Стамбула, (Туреччина), розташована в азійській частині міста, на узбережжі Мармурового моря, входить до складу муніципального району Кадикей.
Місцевість отримала свою назву в 19 ст., коли тут оселилося багато французьких, англійських та кількох голландських емігрантів, які модно виглядали.
Моду перетинає лінія Ностальгічного трамвая, що відходить від Кадикея.

## Відомі місця
- Церква всіх святих у Моді[1]
- Будинок турецького рок-музиканта Бариша Мансо
- Бібліотека наукової фантастики Езґена Беркола
- Морський клуб Мода (тур. Moda Deniz Kulübü)
- Стамбульський ліцей Кадикей (відкритий у 1957)
- Старий жіночий хамам
- Театр Oyun Atölyesi[2]
- Чайні сади
- Рибні ресторани
- Французький ліцей Святого Йозефа (заснований у 1870 французькими монахами)

## Галерея

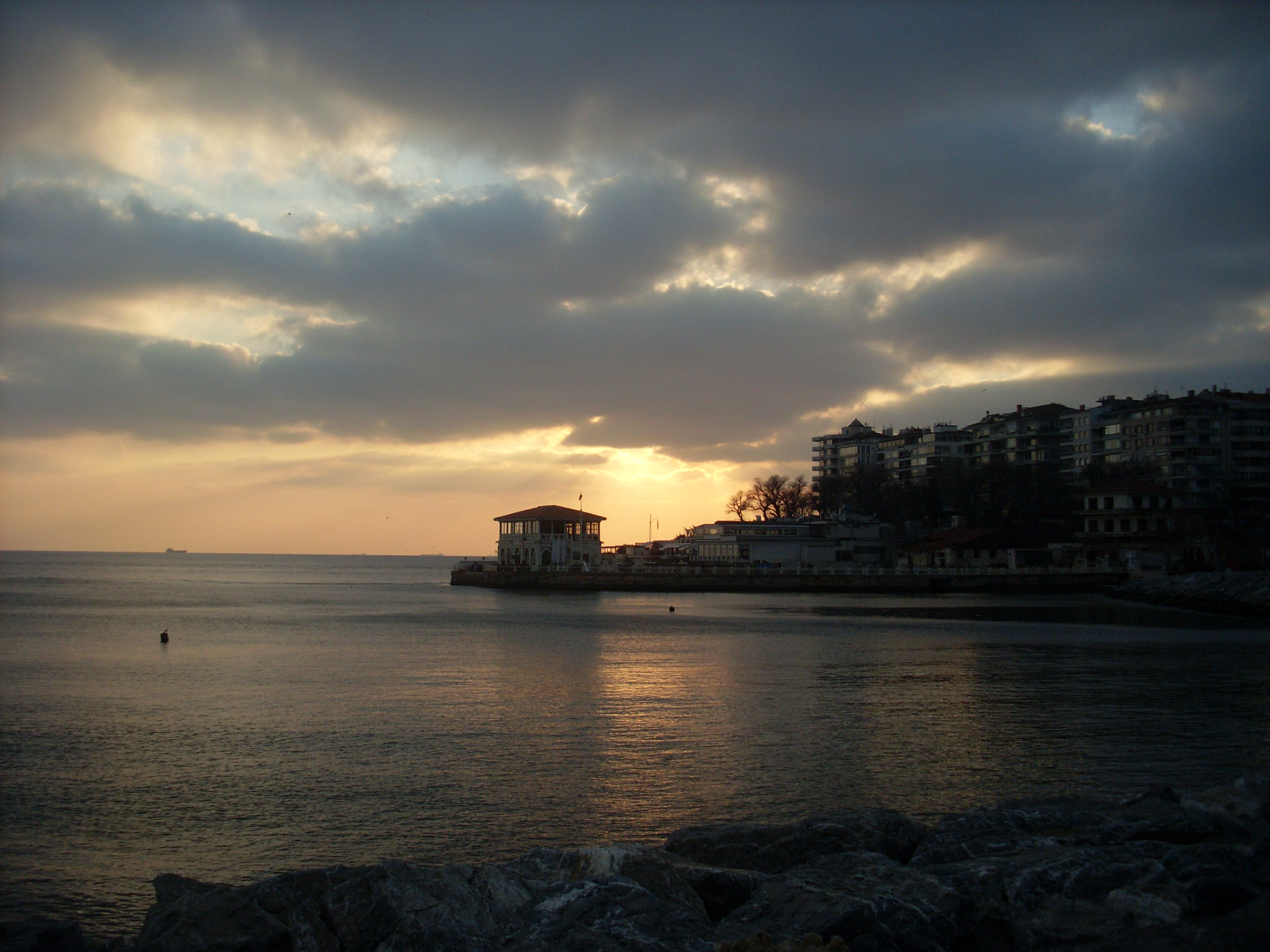
Пірс у Мода (березень 2013)
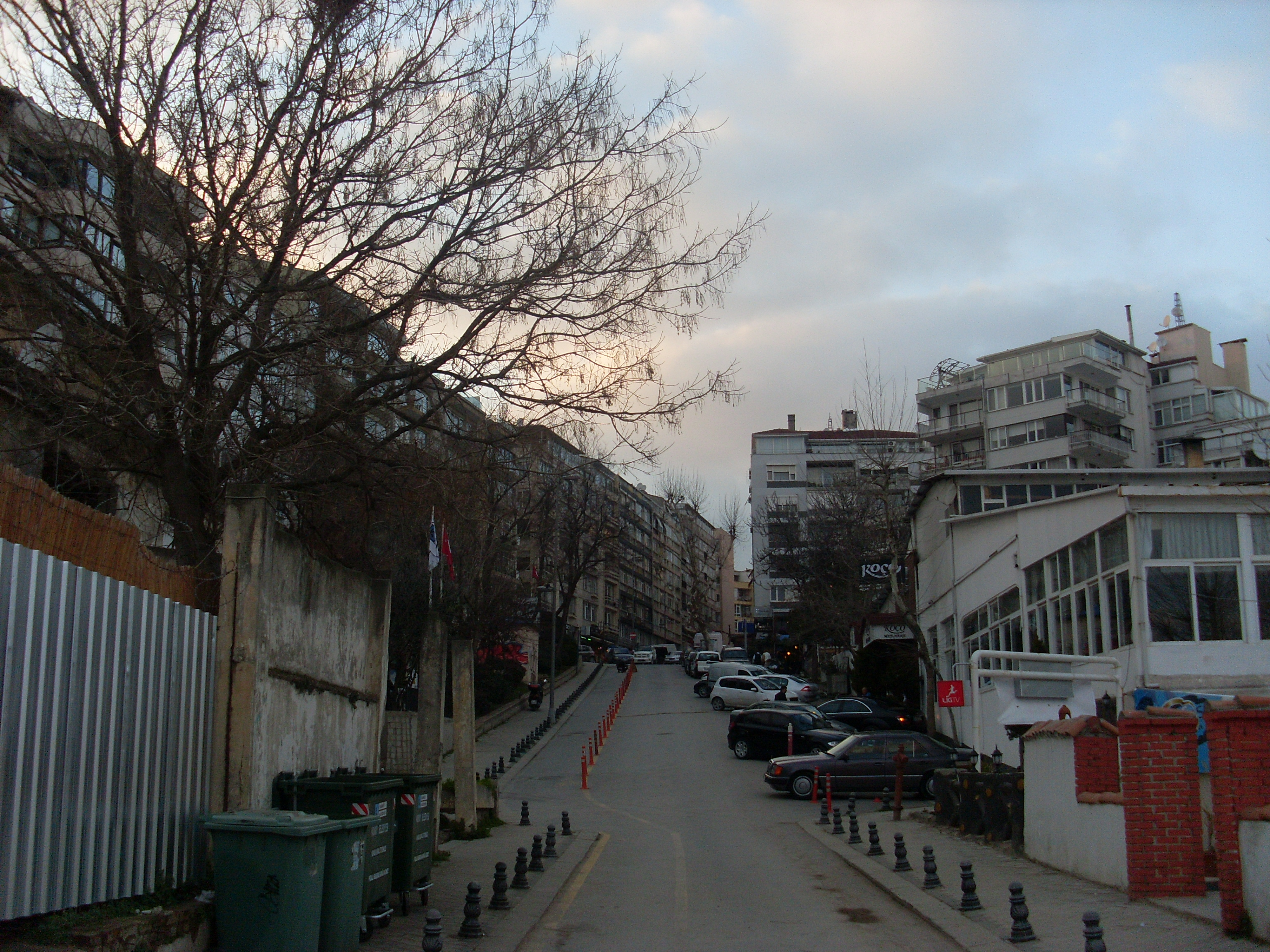
Вид на вулицю Мода (березень 2013)
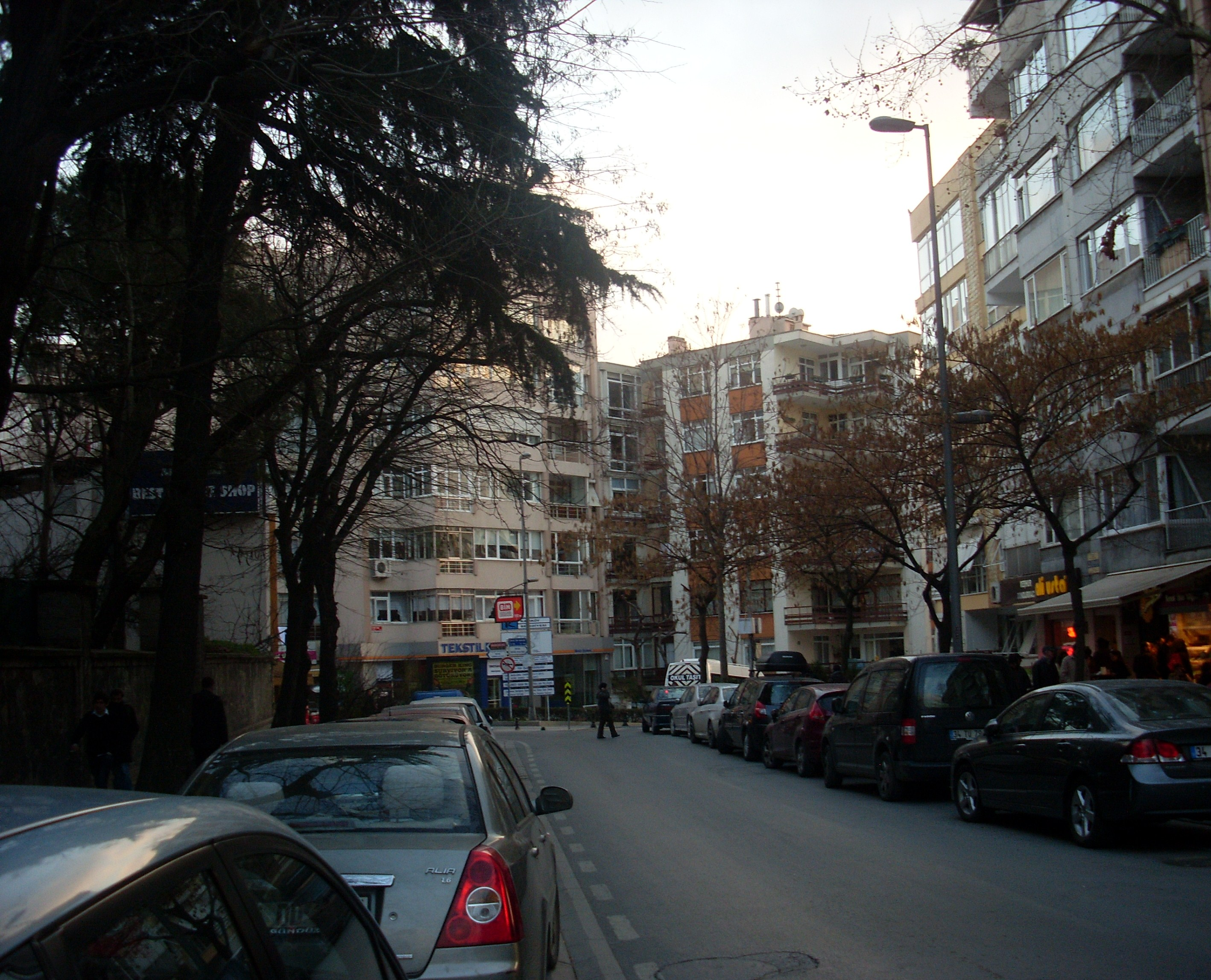
Вид на вулицю Мода (березень 2013)
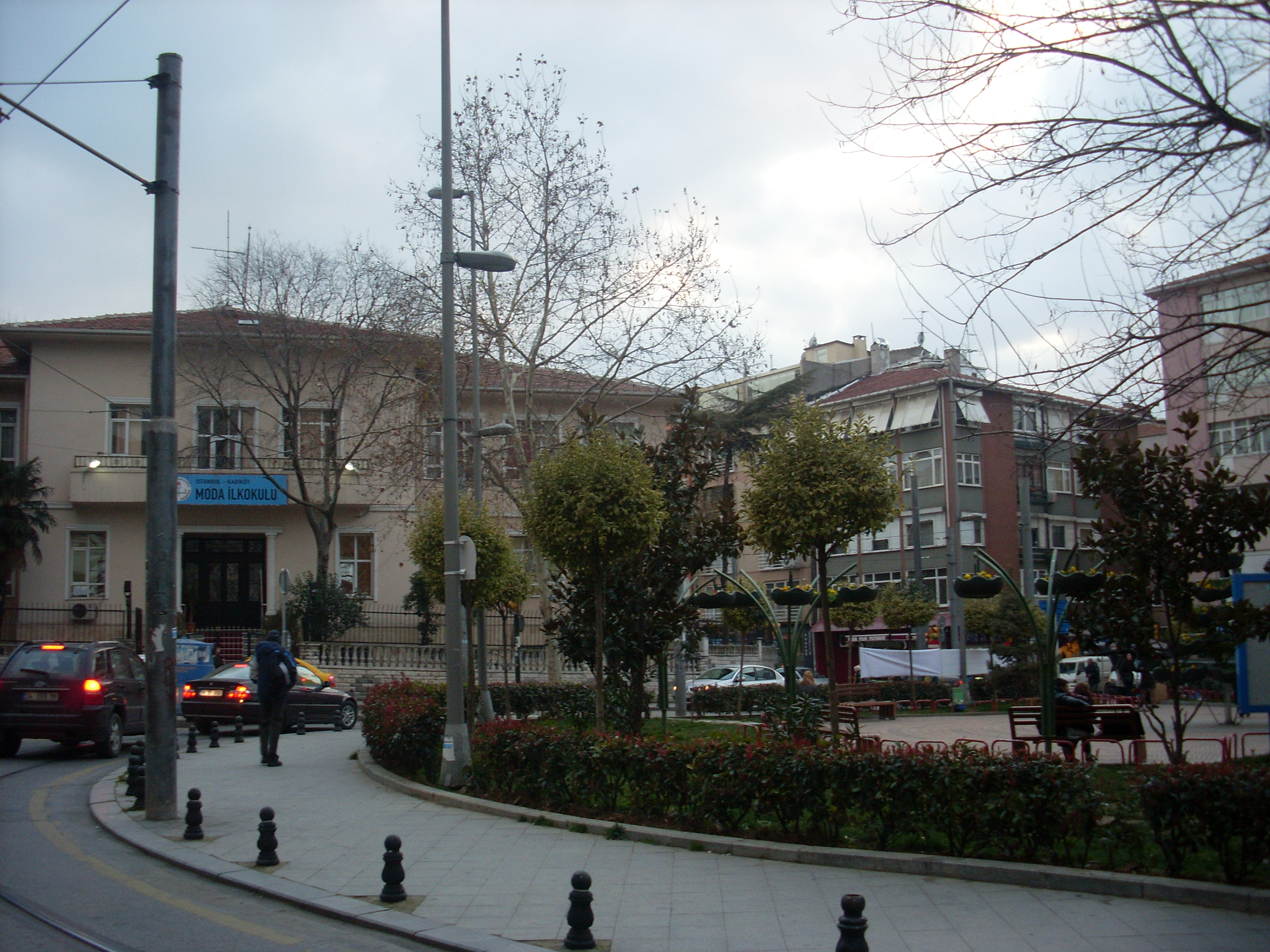
Початкова школа в Мода (березень 2013)
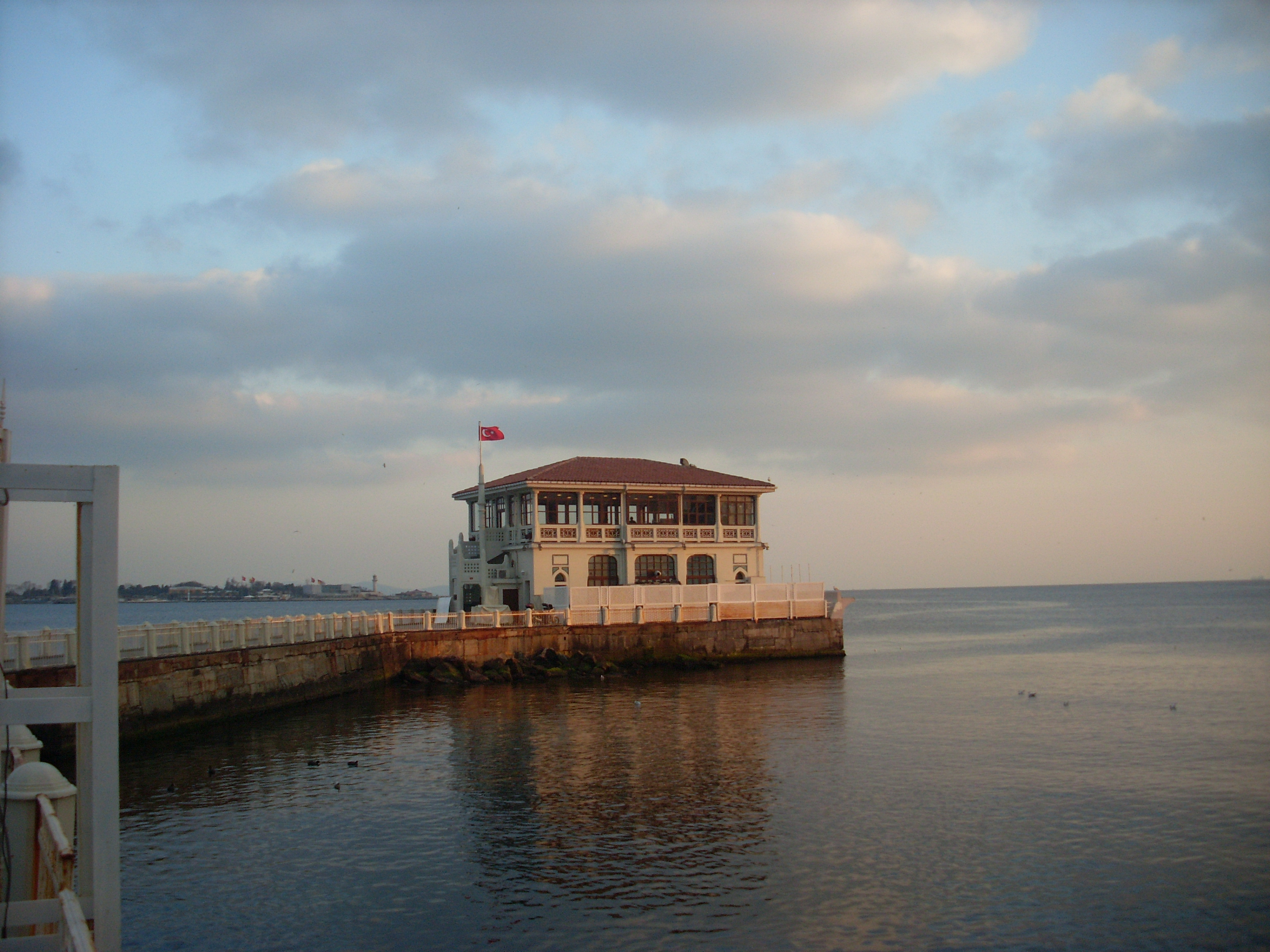
Пірс Мода (березень 2013)
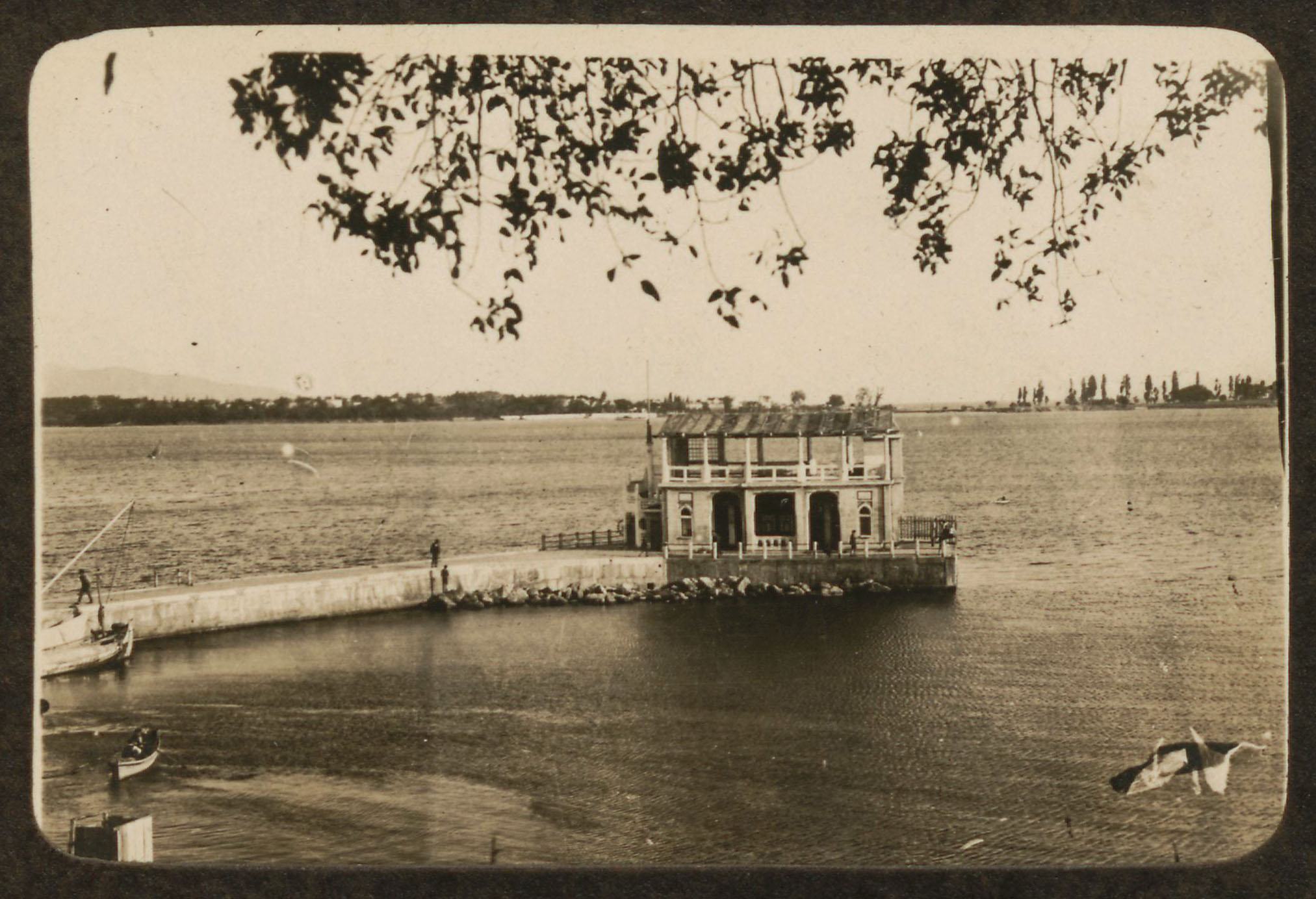
Пірс Мода, 1920-ті
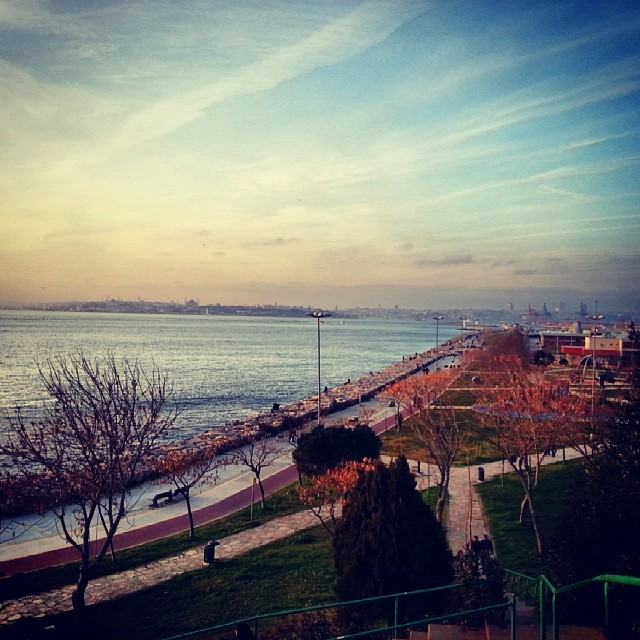
Набережна Мода
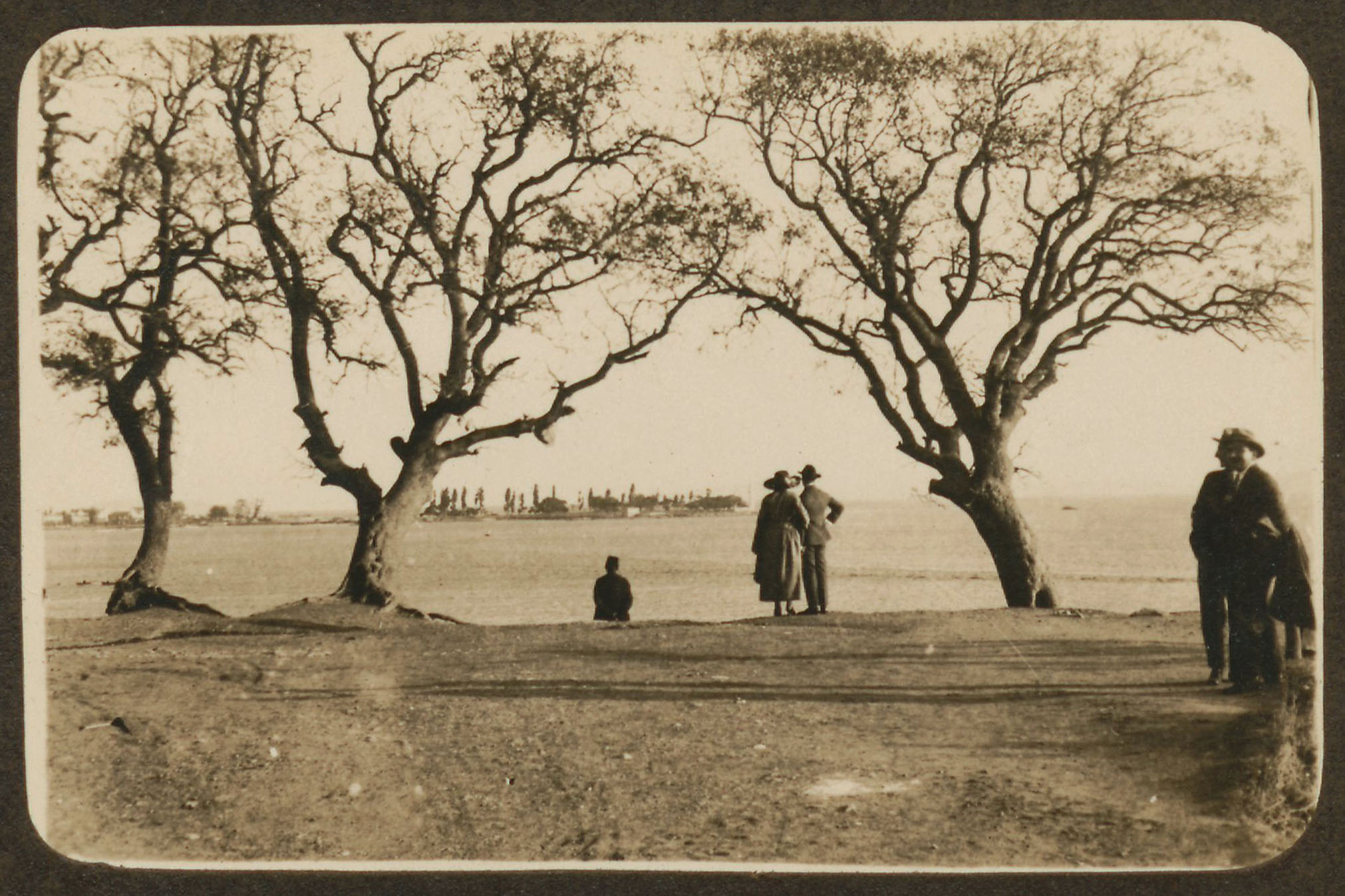
Вид на Мода з Фенербахче, 1920-ті
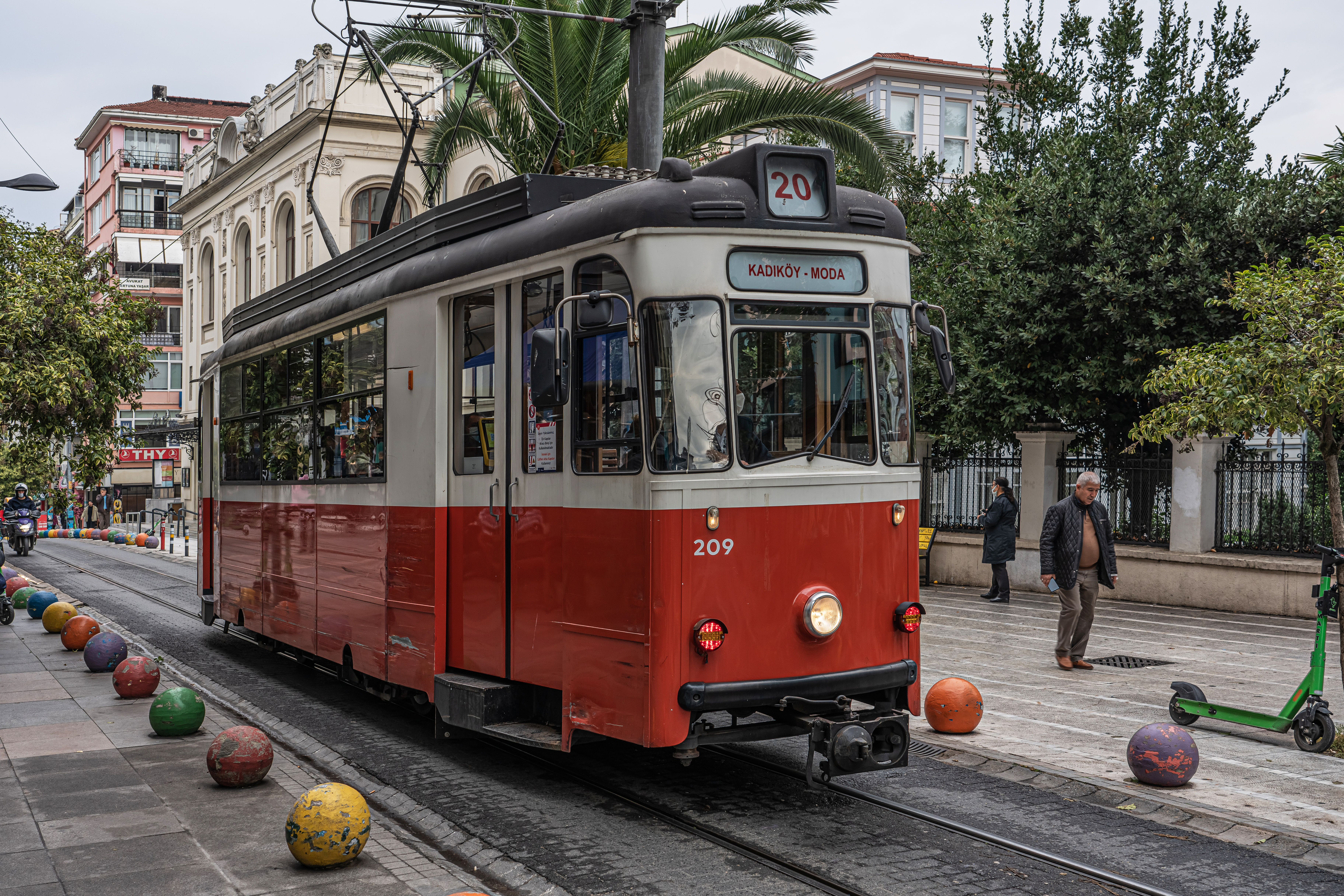
Трамвай у Моді